# Roberto Guana
Roberto Guana (Brescia, Italia, 21 de enero de 1981) es un futbolista italiano, se desempeña como centrocampista. Actualmente juega en el Chievo Verona, de la Serie A italiana.

## Clubes
| Club          | País   | Año         | Partidos | Goles |
| Brescia       | Italia | 1999 - 2003 | 28       | 0     |
| Cagliari      | Italia | 2003        | 149      | 149   |
| Brescia       | Italia | 2003 - 2005 | 29       | 0     |
| Ascoli        | Italia | 2005 - 2006 | 33       | 1     |
| US Palermo    | Italia | 2006 - 2009 | 83       | 0     |
| Bolonia FC    | Italia | 2009 - 2010 | 34       | 1     |
| Chievo Verona | Italia | 2010 - 2011 | 19       | 0     |
| AC Cesena     | Italia | 2011 - 2012 | 31       | 1     |
| Chievo Verona | Italia | 2012 -      | 32       | 0     |

- Datos: Q1445327
- Multimedia: Roberto Guana / Q1445327